# Кумарево (Лесковац)
Кумарево је насељено место града Лесковца у Јабланичком округу. Према попису из 2022. било је 723 становника.
Смештено у котлини Јужне Мораве, на око километар од самог корита, атар села је веома плодан, па је једна од главних привредних грана пољопривреда, а највише се гаји поврће. У селу постоје и две фабрике за израду пластичних врећа, као и фабрика намештаја и картонажа.
У Кумареву се налази црква Свете Петке, тачније две цркве - једна старија, која потиче још из средњег века, и једна нова, изграђена 1933. године. Обе цркве посвећене су Светој Петки, заштитници села. У новије време изграђена је још једна мања црква у близини ових двају цркава, а изградила ју је породица из Кумарева, која је њену порту одабрала као место за своје гробове.
Село је према неким подацима настало средином 18. века, досељавањем избеглица из села Горња Слатина, док је према другим изворима знатно старије и потиче још из времена кад је изграђена стара црква Свете Петке.

## Етимологија
Према легенди, Кумарево је своје име добило по томе што су људи доносили своју новорођенчад у кумаревску цркву на крштавање из удаљених села, и то често без кума, па би, по савету свештеника, који је обављао чин и ритуал крштења, узимали неког из села да буде кум њиховој беби. Тако је Кумарево постало село кумова, па је тако и добило име Кумово село — Кумарево.
Кумаревска црква је пак по свом постанку знатно млађег датума, па постоји мало вероватноће да је њена близина селу и обред крштавања деце вршен у њој, био повод или разлог да село добије име које данас носи. Према подацима о подизању цркве, она се из Горње Слатине преселила у Кумарево током 15. века, пошто ју је тамо неки Турчин оскрнавио.

## Положај
Село Кумарево налази се на око 4 километра источно од Лесковца, у алувијалној равни Јужне Мораве. Непосредно са североисточне стране терен је низак и још увек, и по постојећим водама и по конфигурацији терена, убедљиво показује да је ту у недалекој прошлости текла сама Јужна Морава или неки њен рукавац. Као и многа друга села у Лесковачком пољу, и Кумарево има готово у средини села простран празан простор облика четвороугла, на чијем је северном крају бетоном обрађен култни храст, под којим је био крст, а непосредно до овог култног места налази се доста пространо двориште кумаревске основне школе. Куће су поређане око овог празног простора и низ неколико сеоских сокака, а највише уз пут који иде из Лесковца средином села и наставља даље за Јелашницу. По типу ово село спада у збијени тип села.

## Географија

### Хидрографија
Кумарево лежи у средини алувијалне равни реке Јужне Мораве, а само корито реке је удаљено око један километар источно од села. Трагови њених обала на западу уочавају се на само на локалитету Оризиште у суседном селу Братмиловцу, већ и на самој источној периферији Кумарева. Сем тога, Морава је оставила свој траг у североисточном делу атара Кумарева, у такозваном Црном виру, који једним горњим делом припада суседној Великој Биљаници, а другим, доњим, Кумареву. Из овог вира отиче танак млаз воде, а некада је то био дубоки канал пун риба и јегуља, које су живеле у каналу, а потом одлазиле коритом Јужне Мораве у мора ради мрешћења. Постоји легенда о настанку имена вира која наводи да је у Црном виру живео бели дивљи биво. Дешавало се да се сеоски биволи пободу са овим белим биволом, па је једном сеоски биво пробо белог бивола који је, смртно рањен, заронио у вир од чије је крви вода поцрнела и никада се више није појавио, а вода је до данас остала црна.
Поред Црног вира, у близини сеоске цркве извирала је и вода која се претварала у бару и отицала ливадама поред црквене ограде. Када су мештани покушали да изврше дренажу ливада на овом подручју, чистећи корито баре наишли су на врело. Вода је попут неког малој гејзира извирала из дубина, за коју неки наводе да је света и лековита.

## Историја
Не може се са сигурношћу тврдити када је настало село. Терен на коме се налази најнижа тераса Јужне Мораве, а на његовој североисточној страни и сада су баре у којима вода не пресушује. С обзиром на низак терен, мало је вероватно да је село постојало у прошлости у том делу с обзиром да је река често плавила ова подручја. Према неким подацима, село је настало у доба Кочине крајине, када се становништво, заједно са црквом Свете Петке, преселило из Горње Слатине у ниже пределе око Јужне Мораве како би побегло од Турака који су, освајајући њихово село, спалили манастир и повешали калуђере. Према тим подацима, Кумарево је настало негде у другој половини 18. века.
Аустријски дипломата Јохан Георг фон Хан путовао је овим крајем током 19. века и 1858. године забележио да је Кумарево, односно Кумарева тада имало 20 кућа.
После реформе туског царства и укидања спахијског система, село је и даље остало под турском влашћу. Њиме су владала два господара, а за једног од њих се зна да се звао Шабан. Обојица су у селу имали своје куле, од којих је једна била на локалитету Кулиште, док се друга налазила на месту на коме се данас налази махала Шопци.
Ослобођењем Лесковца од Турака, Кумарево је са својих 25 кућа припало богојевачкој општини и постало један од четири школска центра за основно образовање у Лесковачком пољу и Бабичкој гори.
Основна и то мушка школа у Кумареву је 1878. године имала 40 полазника. Та прва основна школа у овом делу Лесковца била је смештена у црквеном конаку који је касније срушен. По извештају из 1879. то је мала школа смештена у црквеној кући. Издржава се приходима цркве и добровољним прилозима, предавање је „црквенско” без разреда. Учитељ је био из Лесковца, за годишњу плату од 1000 гроша. Школу је 1879. године похађало само 25 ђака из неколико села.

## Демографија
У насељу Кумарево живи 674 пунолетна становника, а просечна старост становништва износи 40,9 година (38,7 код мушкараца и 43,2 код жена). У насељу има 210 домаћинстава, а просечан број чланова по домаћинству је 3,93. Од укупног броја пунолетних становника 45 су са високом стручном спремом, од којих је: 1 доктор наука, 9 лекара, 6 правника, 15 економиста, 16 просветних радника, 1 агроном, 2 официра.
Први доктор наука из овог насеља је Проф. др Братислав (отац Младен, мајка Слободанка) Пешић, доктор биотехничких наука.
Ово насеље је великим делом насељено Србима (према попису из 2002. године), а у последња три пописа, примећен је пад у броју становника.
Село је инфраструктурно сређено. Поседује фудбалски клуб са дугачком традицијом, основну школу, цркву, терен за мали фудбал, две фабрике за производњу врећа и везива, једну фабрику за производњу плочастог намештаја и занатску радњу за производњу картонске амбалаже.
|             | \| Демографија[7] \| Демографија[7] \| Демографија[7] \| \| Година \| Становника \| Становника \| \| -------------- \| -------------- \| -------------- \| \| 1948. \| 571 \| \| \| 1953. \| 611 \| \| \| 1961. \| 669 \| \| \| 1971. \| 759 \| \| \| 1981. \| 860 \| \| \| 1991. \| 843 \| 831 \| \| 2002. \| 825 \| 835 \| \| 2011. \| 799 \| \| \| 2022. \| 723 \| \| |            |
| Демографија | |            |
| Година      | Становника | Становника |
| 1948.       | 571 |            |
| 1953.       | 611 |            |
| 1961.       | 669 |            |
| 1971.       | 759 |            |
| 1981.       | 860 |            |
| 1991.       | 843 | 831        |
| 2002.       | 825 | 835        |
| 2011.       | 799 |            |
| 2022.       | 723 |            |

| Етнички састав према попису из 2002.‍ | Етнички састав према попису из 2002.‍ | Етнички састав према попису из 2002.‍ | Етнички састав према попису из 2002.‍ | Етнички састав према попису из 2002.‍ |
| ------------------------------------ | ------------------------------------ | ------------------------------------ | ------------------------------------ | ------------------------------------ |
|                                      |                                      |                                      |                                      |                                      |
| Срби                                 | Срби                                 |                                      | 824                                  | 99,87%                               |
| непознато                            | непознато                            |                                      | 0                                    | 0,0%                                 |

| Година пописа     | 1948. | 1953. | 1961. | 1971. | 1981. | 1991. | 2002. |
| ----------------- | ----- | ----- | ----- | ----- | ----- | ----- | ----- |
| Број домаћинстава | 98    | 112   | 152   | 179   | 213   | 211   | 210   |

| Број чланова      | 1  | 2  | 3  | 4  | 5  | 6  | 7  | 8 | 9 | 10 и више | Просек |
| ----------------- | -- | -- | -- | -- | -- | -- | -- | - | - | --------- | ------ |
| Број домаћинстава | 16 | 46 | 31 | 34 | 38 | 25 | 14 | 4 | 2 | 0         | 3,93   |

| Пол    | Укупно | Неожењен/Неудата | Ожењен/Удата | Удовац/Удовица | Разведен/Разведена | Непознато |
| ------ | ------ | ---------------- | ------------ | -------------- | ------------------ | --------- |
| Мушки  | 346    | 63               | 258          | 20             | 5                  | 0         |
| Женски | 351    | 28               | 262          | 55             | 6                  | 0         |
| УКУПНО | 697    | 91               | 520          | 75             | 11                 | 0         |

| Пол    | Укупно                    | Пољопривреда, лов и шумарство | Рибарство                            | Вађење руде и камена | Прерађивачка индустрија       |
| ------ | ------------------------- | ----------------------------- | ------------------------------------ | -------------------- | ----------------------------- |
| Мушки  | 195                       | 89                            | 0                                    | 0                    | 47                            |
| Женски | 107                       | 71                            | 0                                    | 0                    | 14                            |
| УКУПНО | 302                       | 160                           | 0                                    | 0                    | 61                            |
| Пол    | Производња и снабдевање   | Грађевинарство                | Трговина                             | Хотели и ресторани   | Саобраћај, складиштење и везе |
| Мушки  | 2                         | 4                             | 14                                   | 1                    | 7                             |
| Женски | 0                         | 1                             | 9                                    | 0                    | 0                             |
| УКУПНО | 2                         | 5                             | 23                                   | 1                    | 7                             |
| Пол    | Финансијско посредовање   | Некретнине                    | Државна управа и одбрана             | Образовање           | Здравствени и социјални рад   |
| Мушки  | 0                         | 0                             | 5                                    | 8                    | 5                             |
| Женски | 0                         | 2                             | 1                                    | 5                    | 3                             |
| УКУПНО | 0                         | 2                             | 6                                    | 13                   | 8                             |
| Пол    | Остале услужне активности | Приватна домаћинства          | Екстериторијалне организације и тела | Непознато            | Непознато                     |
| Мушки  | 8                         | 0                             | 0                                    | 5                    | 5                             |
| Женски | 1                         | 0                             | 0                                    | 0                    | 0                             |
| УКУПНО | 9                         | 0                             | 0                                    | 5                    | 5                             |

## Саобраћај
Кроз село пролази локални пут који повезује Кумарево, а и суседно село Јелашницу, са Лесковцем. До села се стиже локалним путем Лесковац—Орашац искључивањем у селу Братмиловцу. Поред овог, село је повезано и пољским путевима са суседним селима Навалином, Манојловцем, Малом Биљаницом и Бобиштем.
- Пољски пут за Манојловце
- Пољски пут за Навалин
- Пољски пут за Бобиште
- Пољски пут за Малу Биљаницу

## Култура

### Образовање
У почетку је постојала школа смештена у црквеном конаку, која је била једна од првих у лесковачком крају. Она је 1878. године, дакле одмах након ослобођења од Турака, имала 40 полазника — мушке деце. У селу данас постоји истурено одељење основне школе „Радоје Домановић” из Манојловца. Школска зграда изграђена је непосредно после Другог светског рата, међутим, због недостатака средстава за њено одржавање школа је била дотрајала и готово да није било могуће одржавање наставе у истој. Због тога је последњих година изграђена нова школа, савременија, коју данас похађају основци из Кумарева.

## Галерија
- Центар села
- Сеоско игралиште
- Фабрика намештаја
- Стари храстови у центру села
- Стари храст у центру села
- Нови сеоски крст
- Стари сеоски крст
- Систем за противградну заштиту смештен у атару села
- Пластеници у атару села
- Истурено одељење ОШ „Радоје Домановић” из Манојловца
- Истурено одељење ОШ „Радоје Домановић” из Манојловца
- Истурено одељење ОШ „Радоје Домановић” из Манојловца.
- Стара црква Свете Петке
- Нова црква Свете Петке
- Нова црква Свете Петке
- Црква Светог Илије
- Црква Светог Илије